# Рада (фільм, 1918)
Рада (англ. The Tip) — американська короткометражна кінокомедія режисера Біллі Гілберта 1918 року.

## У ролях
- Гарольд Ллойд
- Снуб Поллард
- Бібі Данієлс
- В. Л. Адамс
- Вільям Блейсделл
- Семмі Брукс
- Гаррі Фрік
- Марі Гілберт
- Вільям Гіллеспі
- Макс Гамбургер